# Серж Дьє
Серж Дьє (фр. Serge Dié, нар. 4 жовтня 1977, Абіджан) — івуарійський футболіст, що грав на позиції півзахисника. Виступав за національну збірну Кот-д'Івуару.

## Клубна кар'єра
Народився 4 жовтня 1977 року в місті Абіджан. Вихованець футбольної школи клубу «Африка Спортс».
У 1997 році він поїхав до Італії, де став гравцем «Реджини». Він рідко з'являвся в основному складі і за перші два сезони на поле виходив лише десять разів у Серії Б і 1999 року вийшов разом з нею до еліти. Втім там африканець став грати ще менше, провівши за наступні два роки лише 5 ігор і у 2001 році перейшов у «Авелліно» з Серії С1. Зігравши там лише пів сезону, Дьє став гравцем іншого клубу цього ж дивізіону «Беневенто», де і дограв сезон.
2002 року Серж став гравцем французької «Ніцци», з якої здавався спочатку у «Авелліно», а потім і у «Мец», а 2005 року став гравцем турецького клубу «Кайсері Ерджієсспор». У сезоні 2006/07 Дьє з командою став фіналістом Кубка Туреччини, але у чемпіонаті команда виступила вкрай невдало і зайняла передостаннє 17 місце, через що вилетіла з Суперліги.
Після цього Серж повернувся до Франції і сезон 2007/08 провів у «Аяччо» в Лізі 2, граючи під керівництвом Гернота Рора, з яким вже працював у «Ніцці».
З 2008 року Дьє перебрався до Греції, де виступав за місцеві клуби «Іракліс», «Кавала» та «Верія», а завершив професійну ігрову кар'єру у клубі «Шкода Ксанті», за який виступав протягом сезону 2013/14 років.

## Виступи за збірні
1997 року залучався до складу молодіжної збірної Кот-д'Івуару, разом з якою бав участь у молодіжному чемпіонаті світу в Малайзії, де забив один гол, проте його збірна не вийшла з групи.
9 грудня 1995 року дебютував в офіційних матчах у складі національної збірної Кот-д'Івуару в товариській грі проти Малі (2:1). У складі збірної був учасником Кубка африканських націй 1996 року у ПАР, де зіграв в одній грі проти Гани (0:2), а його збірна не вийшла з групи, та Кубка африканських націй 2000 року у Гані та Нігерії, на якому зіграв у всіх трьох іграх, але івуарійці знову не змогли потрапити в плей-оф. Протягом кар'єри у національній команді, яка тривала 5 років, провів у її формі 23 матчі, забивши 1 гол.